# Francisco Romãozinho
Francisco Manuel Ruivo Ferreira Romãozinho  (Castelo Branco, 28 de março de 1943 - 12 de março de 2020) foi um piloto profissional de rali português que competiu na década de 1970. 
Romãozinho, conduzindo um Citroën DS21 e com a parceria de José Bernardo, alcançou o seu melhor resultado final no Campeonato Mundial de Rally em 1973 ao terminar em terceiro. Em 1969 obteve a vitória no Rally Tap. 
Romãozinho foi também o primeiro piloto de ralis português a conduzir um carro oficial, um Citroën.
Após terminar a sua carreira como piloto, iniciou-se como empresário na área do turismo vivendo em Alvega, terra de uma avó dedicando-se à agricultura e à unidade de turismo rural no Monte da Várzea.